# Pompompurin
Pompompurin (ポムポムプリン Pomupomupurin?), también conocido por sus apodos Purin o Pompom, es un personaje ficticio creado por la empresa japonesa Sanrio en 1996, protagonista de su propio universo. Es un perro Golden Retriever amarillo que se caracteriza por llevar siempre una boina marrón. Desde su debut se ha convertido en uno de los personajes más populares de Sanrio, llegando a encabezar en varias ocasiones la encuesta anual de popularidad de la empresa.

## Historia
El personaje fue creado en 1996 a partir de un concurso interno de Sanrio para diseñar una nueva mascota canina. Pompompurin hizo su primera aparición en la revista mensual Strawberry News en julio de 1996, inicialmente con el nombre provisional de «Boku, Pudding», que luego sería cambiado al nombre actual inspirado en la palabra japonesa purin (プリン, «flan», «budín» o «pudín») debido a la temática dulce del personaje. Apenas un año después de su lanzamiento, el personaje logró un gran éxito de popularidad, en 1997 obtuvo el primer puesto en el Ranking de Personajes de Sanrio, superando a otras mascotas de larga trayectoria. A finales de la década de 1990 y comienzos de la de 2000 continuó figurando entre los más votados por los fans en dichas encuestas anuales.

## Características
Pompompurin es representado como un cachorro de golden retriever con un cuerpo redondeado y un tono amarillo similar al del pudín. Su rasgo más distintivo es la boina marrón que lleva siempre puesta sobre la cabeza. Según su perfil oficial, se trata de un perro de temperamento tranquilo, amigable y algo perezoso. Entre sus gustos destacan la leche, los postres suaves (especialmente el flan de caramelo casero de su mamá) y hacer siestas prolongadas. También disfruta de jugar y salir de paseo al aire libre (su frase favorita es «¡vamos afuera!»), y tiene la curiosa afición de coleccionar y esconder zapatos en su boina. En contraste, no le agrada que lo dejen en casa solo. Su «talento» especial son los aeróbics purin, un ejercicio imaginario que realiza moviendo el cuerpo al ritmo de un pudín.
Reside en una acogedora canasta justo en la entrada de la casa de su familia humana. A sus dueños a veces se les llama «papá-amo» y «mamá-amo». Tiene muchos amigos animales. Su mejor amigo es un hámster llamado Muffin. También es muy cercano a Macaroon, una perrita caniche francesa que algunos seguidores consideran su posible novia, aunque Sanrio no ha confirmado esta relación. Entre sus otros compañeros se encuentran el ratón Scone, el pájaro Custard y el perrito Bagel. Generalmente, es retratado con una personalidad alegre y sociable, siempre abierto a conocer nuevos amigos.

## Importancia y legado

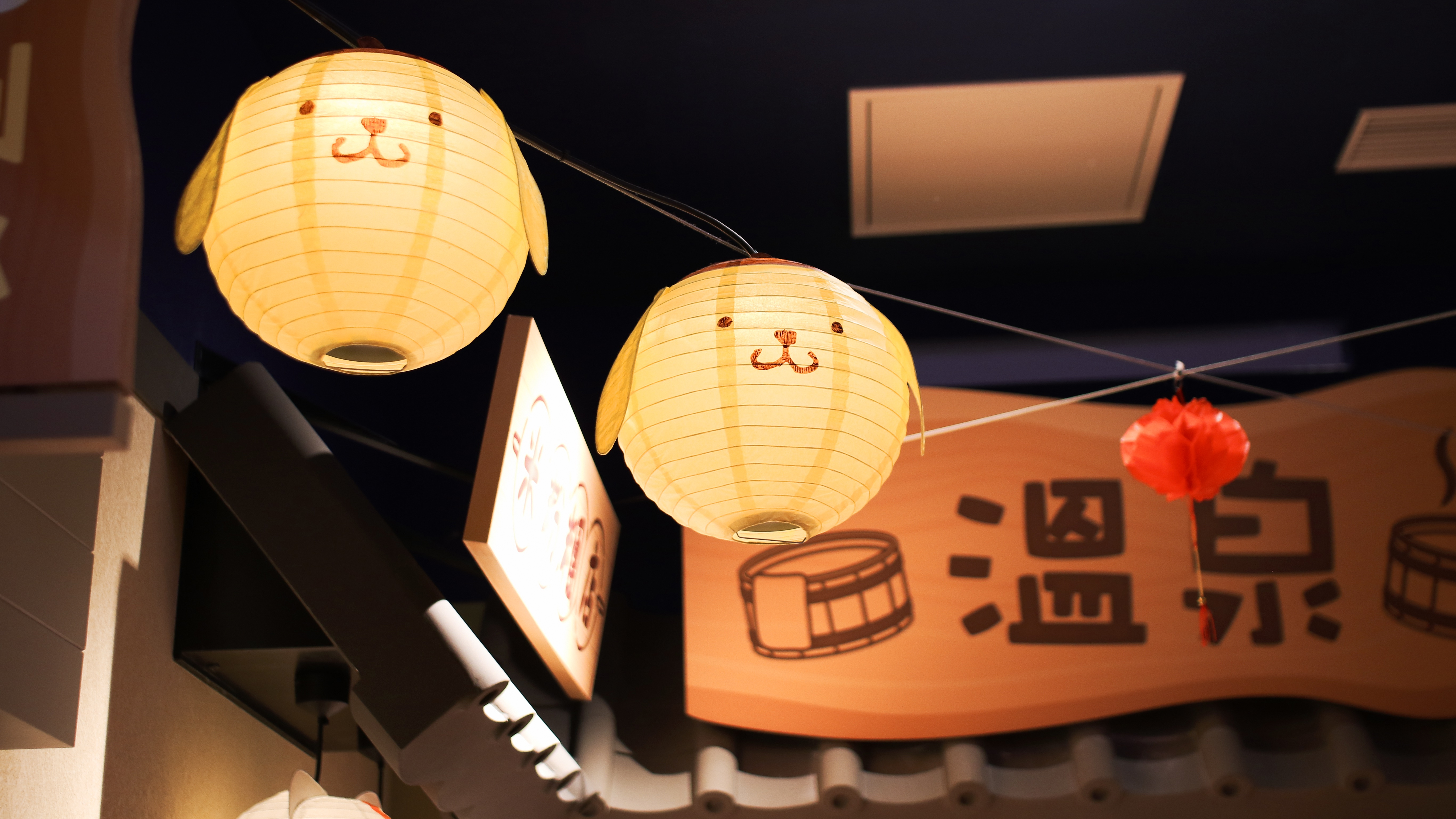
Lámpara de Pompompurin en el aeropuerto de Chitose, en agosto de 2019.

Desde su estreno, ha mantenido una gran popularidad dentro de la franquicia Sanrio. Fue votado «Personaje del año» en múltiples ocasiones, además de su primera victoria en 1997, volvió a ocupar el primer lugar en las encuestas oficiales de popularidad de Sanrio en 2015 y 2016, desplazando en esos años a personajes emblemáticos como Hello Kitty. Tras varios años en los que otro personaje —Cinnamoroll— dominó la preferencia del público, Pompompurin recuperó el primer puesto en la edición de 2025, con más de 5.6 millones de votos, marcando su cuarta victoria histórica y la primera en nueve años. Este resultado rompió la racha de cinco triunfos consecutivos que ostentaba Cinnamoroll hasta 2024. Usualmente, el «perro pudín» se mantiene entre los personajes más votados cada año —raramente sale del Top 10— lo que refleja una base de fans leal y constante. Incluso en la votación global de 2025, el personaje arrasó internacionalmente al ser el más popular en muchos países, quedando número uno en lugares como Estados Unidos, Reino Unido, España, Italia, Alemania y Francia, entre otros.
La influencia de Pompompurin se extiende más allá de las encuestas, manifestándose en un amplio merchandising y experiencias temáticas. Sanrio comercializa una gran variedad de productos con su imagen, desde peluches y artículos de papelería hasta accesorios de moda y decoración. En octubre de 2014, dada su creciente popularidad local, se inauguró en el barrio de Harajuku, en Tokio, la primera cafetería temática dedicada enteramente a Pompompurin. El café ofrecía un menú y decoración inspirados en el personaje —con platos con forma de pudín y bebidas adornadas con su figura— y atrajo a numerosos fanáticos, llegando a formar largas filas el día de su apertura. Con el tiempo se abrieron varias sucursales adicionales en Japón, consolidando a Pompompurin como una de las mascotas más queridas de Sanrio en la cultura popular japonesa. Su presencia ha alcanzado también medios internacionales: ha aparecido en videojuegos, por ejemplo, en contenido especial de Animal Crossing, y en series web animadas junto a Hello Kitty, incrementando aún más su visibilidad global.